# Forschungsgesellschaft für Straßen- und Verkehrswesen
Die Forschungsgesellschaft für Straßen- und Verkehrswesen e. V. (FGSV) ist ein deutscher gemeinnütziger technisch-wissenschaftlicher Verein mit Sitz in Köln, der als Hauptziel die Erstellung des Technischen Regelwerks für das gesamte Straßen- und Verkehrswesen sowie die Weiterentwicklung der technischen Erkenntnisse verfolgt. Sie versteht sich als politisch und wirtschaftlich unabhängige Organisation und arbeitet fachlich auf den Gebieten Verkehrsplanung, Straßenentwurf, Verkehrsmanagement, Erd- und Grundbau sowie den bautechnischen Fragen der ungebundenen Schichten, der Asphalt- und der Betonbauweisen.
Die Forschungsgesellschaft wurde 1924 in Berlin gegründet. In den 1980er-Jahren wurde der FGSV Verlag ausgegründet, der die Regelwerke und Veröffentlichungen vertreibt.

## Struktur
Die Mitgliederversammlung des Vereins wählt einen Vorstand und die/den Vorstandsvorsitzende/n. Der Vorstand beruft einen Geschäftsführer. Dieser Leitungsebene ordnen sich zwei Ausschüsse unter: der Koordinierungsausschuss Verkehr und der Koordinierungsausschuss Bau sowie acht Querschnittsausschüsse und fünf Kommissionen. Die Koordinierungsausschüsse leiten die fachliche Arbeit von acht Arbeitsgruppen (AG). Unterhalb der Arbeitsgruppen gibt es 72 Arbeitsausschüsse und 178 Arbeitskreise (Stand März 2023).

## Aufgaben

### Grundsätze
Wesentliche Aufgaben sind die Aufstellung und Fortschreibung von Richtlinien und Empfehlungen für Straßenbau, Straßenverkehrstechnik und Verkehrsplanung. Mitglieder in solchen Arbeitskreisen oder Arbeitsgruppen (AG) sind Fachleute aus Wissenschaft, Wirtschaft, Behörden und Planungsbüros.

### Tagungen
Die AG helfen darüber hinaus bei der Organisation von Erfahrungsaustauschen durch Workshops, Tagungen und Kongresse mit und steuern und veröffentlichen relevante Forschungsergebnisse.
Die FGSV organisiert die Zusammenkünfte der Fachleute sowie die Herausgabe der Regelwerke über den FGSV Verlag. Außerdem findet unter Verantwortung der FGSV ein umfassender Erfahrungsaustausch statt, dem insbesondere der Deutsche Straßen- und Verkehrskongress dient. Er wird im Zweijahresrhythmus jeweils in einer anderen deutschen Großstadt durchgeführt und von einer Fachausstellung begleitet.

### Forschung, Datenbanken, Bibliothek
Die FGSV betreut in Zusammenarbeit mit dem Bundesministerium für Digitales und Verkehr (BMDV) sowie der Bundesanstalt für Straßenwesen (BASt) verschiedene Forschungsvorhaben aus dem Bereich des gesamten Verkehrswesens. Sie unterhält zu diesen betreuten Forschungsarbeiten sowie zu zahlreichen Fachliteraturveröffentlichungen umfangreiche Datenbanken, die nach Anmeldung von jedem Interessierten vor Ort oder frei zugänglich über das Internet genutzt werden können. Das Material umfasst mehr als 40.000 Dokumente. Die Bibliothek der Informations- und Dokumentationsstelle der FGSV verfügt über mehr als 30.000 Medien.
Durch das Zusammenwachsen der europäischen Staaten wird die internationale Zusammenarbeit auf dem Gebiet des Straßen- und Verkehrswesens immer wichtiger. Diesem Anliegen widmet sich die FGSV ebenfalls, beispielsweise durch Kooperationen mit der schweizerischen VSS, der österreichischen FSV, der niederländischen CROW oder der ungarischen MAUT.

### Normen
Einige Arbeitsgremien fungieren in Zusammenarbeit mit dem Deutschen Institut für Normung (DIN) als Spiegelgremien zu den entsprechenden Ausschüssen innerhalb des Comité Européen de Normalisation (CEN) und leisten somit einen Beitrag zum Entstehen der Europäischen Normen.

### Verleihung von Auszeichnungen
Als Auszeichnung für hervorragende Arbeiten auf dem Gebiet der Planung, des Entwurfs und des Betriebs von Stadt- und Landstraßen verleiht die FGSV alle zwei Jahre die Denkmünze der Max-Erich-Feuchtinger-/Bruno-Wehner-Stiftung. Zu den Preisträgern gehören junge Wissenschaftler bis maximal 45 Jahre.
Weiterhin werden hervorragende Arbeiten auf dem Gebiet des Asphaltstraßenbaus durch die Verleihung der Lüer-Nadel, auf dem Gebiet des Betonstraßenbaus durch die Verleihung des Otto-Graf-Preises und durch den Förderpreis Verkehrsbau unterstützt.

## Geschichte

### 1920 bis 1930
Als in den 1920er-Jahren die Herstellung und Benutzung von Automobilen im großen Stil begann, war eine bessere Organisierung des Baus der Straßen und der Regelung des Verkehrs dringend geboten. Bis dahin waren die Straßen auf die Benutzung durch Pferdefuhrwerke ausgerichtet, außerdem waren weder die Fahrbahnmaterialien noch die Fahrbahnbreiten einheitlich, es gab auch noch keine für ganz Deutschland gültigen Verkehrsschilder beziehungsweise Verkehrsregeln. Dieser allseitige Druck führte schließlich dazu, dass am 15. Oktober 1924 in Berlin die Studiengesellschaft für Automobilstraßenbau (StufA) gegründet wurde. Als wichtigste Aufgaben wurden beschlossen:
- die Schaffung von Fahrwegen, die für Automobile geeignet sind und
- die Gestaltung von Richtlinien für den Straßenentwurf.

Gemäß den beschlossenen Grundaufgaben betrieb die StufA von Anfang an keine selbstlose Verkehrsforschung, sondern nahm gezielt auf die Verkehrspolitik Einfluss. Mit der Ausarbeitung von Straßenbaurichtlinien wurde die StufA als eine Organisation mit quasi-offiziellem Charakter wahrgenommen. Das sicherte ihr Einfluss und Anerkennung zugleich. Neben der Herausgabe von Straßenbaurichtlinien und technischen Merkblättern betrieb die Gesellschaft auch eine selbstbewusste Lobbyarbeit. So verabschiedete die StufA-Hauptversammlung im Juli 1930 in Danzig einstimmig eine Entschließung, die angesichts rückläufiger Investitionen in den Straßenbau aufgrund der Weltwirtschaftskrise forderte,

„[...] dass der Wegebau auch unter Zuhilfenahme von Anleihmitteln jeder Art unter möglichst günstigen Bedingungen gefördert wird, und zwar so hoch, dass gegenüber der Bautätigkeit in den vergangenen Jahren eine erhöhte Ausbautätigkeit erfolgen kann.“

### Nationalsozialismus
In der Zeit des Nationalsozialismus (NS) vergrößerten sich die Einflussmöglichkeiten der StufA auf den deutschen Straßenbau erheblich: Im Dezember 1934 wurde sie in Forschungsgesellschaft für das Straßenwesen (FGS) umbenannt. Der damalige erste Vorsitzende Fritz Todt war 1933 zum Generalinspektor für das deutsche Straßenwesen berufen worden; die Einbindung in den NS-Apparat war vollzogen. Nachdem Todt im Jahr 1942 bei einem Flugzeugabsturz ums Leben gekommen war, übernahm Albert Speer den Vorsitz. Im Dezember 1945 löste der Alliierte Kontrollrat die Gesellschaft auf.

### 1946 bis 1990
Nach dem Ende des Zweiten Weltkriegs und in Überwindung der angeordneten Auflösung wurde 1946 die Forschungsgesellschaft für das Straßenwesen mithilfe der amerikanischen Besatzungsmacht wiederbelebt. In Bielefeld erfolgte 1947 ein Neugründungskongress unter Wiederbenutzung des bekannten Namens. Die neue Forschungsgesellschaft nahm ihren Sitz in Köln. Ihr erster Vorsitzender wurde 1947 Christoph Großjohann, der den Posten bis zu seinem Tod 1953 innehatte.
Der Wirkungskreis der Forschungsgemeinschaft beschränkte sich bis zur Wiedervereinigung auf die alte Bundesrepublik Deutschland. In der ersten Hälfte der achtziger Jahre wurde der Verein in Forschungsgesellschaft für Straßen- und Verkehrswesen umbenannt.

### Seit 1990
Im Jahre 1990 nahm die damalige Geschäftsleitung Kontakt mit Fachleuten aus der DDR auf. Insbesondere wurde der Zusammenschluss mit einigen Einrichtungen des mit ähnlichen Zielen agierenden VEB Autobahnbaukombinats angestrebt. Schrittweise erfolgte deren Integration in die Gremien und sicherte damit den Erhalt und die gemeinsame Weiterentwicklung des Fachwissens.
Im Laufe der Jahrzehnte entstanden mittlerweile völlig neue technische Regelwerke, die fast alles rund um das Thema Straßen und Verkehr in Deutschland festlegen, meist auch in Abstimmung mit den angrenzenden europäischen Ländern.
Seit den 1990er-Jahren wurden die verschiedenen Aufgaben und Arbeitsstrukturen, vor allem die Fach-Arbeitsgruppen, ständig den aktuellen Anforderungen der seit den frühen 1950er Jahren schnell zunehmenden Motorisierung und der technischen Entwicklung angepasst. Gegenläufig wurden auch die Empfehlungen für Radverkehrsanlagen (ERA 1995, ERA 2010) erarbeitet.
Von 1998 bis 2013 unterhielt die Gesellschaft ein zusätzliches Büro in Berlin-Mitte (Boyenstraße 42), wo auch der FGSV-Verlag eine Filiale hat. In den Jahren 2020 und 2021 fanden hier umfangreiche Renovierungsmaßnahmen statt, die im Jahr 2022 abgeschlossen waren. Die ehrenamtlichen Mitarbeiter der zahlreichen FGSV-Gremien können nun – wie bereits in der Vergangenheit – ihre Sitzungen in der modernisierten und wieder eröffneten Geschäftsstelle durchführen. Datenbankrecherchen sind möglich und eine kleine Handbibliothek aktueller Regelwerke steht ebenfalls wieder zur Verfügung. Die Mitarbeiter des FGSV-Verlags sind auch wieder hier anzutreffen.
Im Jahr 2009 wechselte die FGSV in Köln auch ihren Verwaltungssitz innerhalb der Stadt. Jahrelang hatte sie ihren Sitz in Köln-Rodenkirchen, nun befindet sie sich im historischen Zentrum der Stadt.

## Persönlichkeiten
Außer den im vorherigen Text bereits benannten Vorsitzenden wird Kurt Lüer (1863–1946), Erfinder und „Initiator des Teer- und Asphalt-Straßenbaues auf den deutschen Landstraßen“, besonders hervorgehoben: er bildete 1925 die Arbeitsausschüsse Teerstraßen und Straßenmaschinen. Er ist Namensgeber für die 1963 gegründete Lüer-Stiftung
Bisherige Geschäftsführer der FGSV (Auswahl):
- 1997–2013: Hans Walter Horz[10]
- seit 1. November 2013: Michael Rohleder[11]

## Kritik
Die Februar-Ausgabe 2016 der Zeitschrift mobilogisch! veröffentlichte auf der Grundlage ihr vorliegender Originaldokumente (Austrittsschreiben) einen kritischen Artikel zu Politik und Struktur der FGSV:
- Die FGSV, deren Ausschüsse von der Grünzeit bei Ampeln bis zur Breite von Autobahnen das deutsche Verkehrswesen wesentlich bestimmen, basiere ähnlich der FIFA auf einem altertümlichen, männlich dominierten Netzwerk.
- Sie beteilige Betroffene nicht an der Aufstellung von Regeln.
- Sie sei nicht demokratisch legitimiert.
- Sie sei nicht in der Lage zu einer längst überfälligen Strukturreform.
- Unter anderem sei Ende 2014 Klaus J. Beckmann, ehemaliger Präsident des Deutschen Instituts für Urbanistik (DIFU) nach dem Scheitern von Reformbemühungen zurückgetreten. In der Folge sei Ende 2015 auch Helmut Holzapfel von seinem Posten als Mitglied des Ausschusses Vorausschätzung des Verkehrs zurückgetreten.

Udo Becker und Oliver Schwedes veröffentlichten Ende 2020 ein Diskussionspapier, in dem sie die Struktur und Stellung der FGSV kritisierten. Dabei analysierten sie die Zusammensetzung ihrer Gremien. Sie stellten fest, dass sich die Gremienmitglieder vor allem aus Ministerien, Hochschulen, Ingenieurbüros und Baufirmen rekrutierten, somit also Experten seien, aber auch „im Regelfall ein starkes Eigeninteresse an den dort zu treffenden Regelungen“ besäßen. Nach ihrer Auswertung betrug der Männeranteil dort 86,9 %. Sie kamen zu dem Schluss, dass niemand, der „an einer grundsätzlichen Umkehr der Situation im Verkehrswesen (etwa im Rahmen einer grundsätzlichen Mobilitätswende […]) interessiert wäre“, in die Gremien eingebunden sei. Sie bezeichneten die FGSV als eine der „etablierten Organisationen im Politikfeld Verkehr, die sich bis heute gegen Reformen stemmen“ und empfahlen eine Öffnung des Vereins.

## Veröffentlichungen
Die FGSV gibt gemeinsam mit der Bundesvereinigung der Straßenbau- und Verkehrsingenieure und der österreichischen Forschungsgesellschaft Straße – Schiene – Verkehr folgende wissenschaftliche Fachzeitschriften als Organ über den Kirchbaum Verlag (Bonn) heraus:
- seit 1950: Straße und Autobahn als Fachzeitschrift für Straßen- und Brückenbau, Straßenerhaltung, -planung und -betrieb (ISSN 0039-2162)
- seit 1957: Straßenverkehrstechnik als Fachzeitschrift für Verkehrsplanung, -management, -sicherheit und -technik (ISSN 0039-2219)
  - Darunter: P. Holm: 75 Jahre Forschungsgesellschaft für Strassen- und Verkehrswesen – Ein Streifzug durch die Geschichte der FGSV. In: Straßenverkehrstechnik, 50. Jg., Nr. 10/1999, S. 507–512.